# Abel Matutes

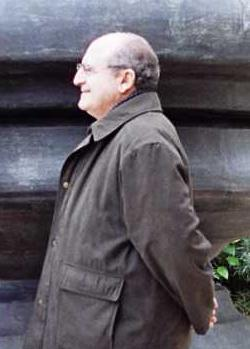
Abel Matutes

Abel Matutes y Juan (sinh ngày 31 tháng 10 năm 1941) là một chính khách Tây Ban Nha, từng là Bộ trưởng Ngoại giao Tây Ban Nha từ ngày 6 tháng 5 năm 1996 đến năm 2000. Matutes sinh ra ở Ibiza vào ngày 31 tháng 10 năm 1941 và bắt đầu hoạt động chính trị đầu tiên của ông ở khu vực đó. Ông là Thị trưởng của Ibiza năm 1970 và 1971 và trở thành Thượng nghị sĩ của Ibiza và Formentera năm 1977. Năm 1982 Matutes rời khỏi Thượng viện và trở thành thành viên của Đại hội các Đại biểu Hạ viện của Quốc hội Tây Ban Nha, đại diện cho các đảo Balearic cho đến năm 1985.
Năm 1986, Matutes trở thành thành viên của Ủy ban Cộng đồng Châu Âu (Ủy ban Delors), nơi ông chịu trách nhiệm về các Vụ Tín dụng và Đầu tư, Kỹ thuật Tài chính và Chính sách cho Doanh nghiệp Nhỏ và Vừa, Quan hệ Bắc-Nam, Chính sách Địa Trung Hải, Và Quan hệ với Mỹ Latinh và Châu Á. Năm 1993, bản tóm tắt của ông đã thay đổi thành Cơ quan Vận tải, Năng lượng và Cung cấp cho Euratom.
Ông là một thành viên của Nghị viện châu Âu và là người phát ngôn của Partido Popular tại Nghị viện Châu Âu từ năm 1994 trở đi. Là Chủ tịch sáng lập Đảng "Unió Liberal" của Balaerics. Ông cũng là phó chủ tịch của Alianza Popular và hiện đang là thành viên của Ban chấp hành của Partido Popular.
Matutes đã lập gia đình và là cha của bốn đứa con. Ông có bằng Luật và Kinh tế và đã từng là Giáo sư Tài chính Công và cũng là thành viên của Học viện Kinh tế Tài chính. Ông là giáo sư danh dự của Đại học Santiago de Chile{ và Đại học Complutense Madrid, thành viên của Ủy ban Danh dự của Học viện Hoàng gia Nghiên cứu Châu Âu, thành viên danh dự của Học viện Ngôn ngữ Tây Ban Nha Phi-líp-pin. Là một doanh nhân, ông đã tham gia vào các công ty du lịch, hàng không, công nghệ sinh học và ngân hàng, và là Phó chủ tịch Tổ chức Người sử dụng Du lịch Ibiza và Formentera.